# 愛的萬物論
是一部2014年詹姆斯·马什执导的英国浪漫剧情传记片，安東尼·麥卡騰编剧。改编自珍·懷爾德·霍金所写的回忆录《Travelling to Infinity: My Life with Stephen》，讲述她与前夫、理论物理学家史蒂芬·霍金的恋爱和生活往事。艾迪·瑞德曼、費莉絲蒂·瓊斯、查理·考克斯、艾蜜莉·華森、賽門·麥克伯尼和大卫·休里斯主演。影片在2014年9月的多伦多影展上首映，2014年11月7日在美国有限上映。飾演霍金的艾迪·瑞德曼凭借其精彩演绎赢得金球獎劇情片最佳男主角、英國電影學院獎最佳男主角、美國演員工會獎最佳男主角以及第87届奧斯卡金像獎最佳男主角。

## 剧情
故事的开始背景为1960年代的剑桥大学，就读博士学位的物理系学生史蒂芬·霍金与文学系学生潔恩·懷爾德在大学相识相恋。然而身患运动神经疾病的霍金被医生诊断只能生存两年时间，不过在潔恩的坚持下两人很快结婚成家，先后育有三个子女。在罗杰·彭罗斯等教授观点的启发下和导师丹尼斯的帮助下，霍金对黑洞和时空奇点等前沿未知领域的理论越来越着迷并有所贡献，最终其有关宇宙膨胀性质的前瞻理论获得博士学位。
渐渐地，霍金的知名度越来越大，一直致力于寻找能够统一爱因斯坦创立的相对论和普朗克创立的量子力学的学说。与此同时他的病情也在逐渐加深，最后坐上了轮椅，他克服困难相继出版了《时间简史》等科学书籍。因肺炎其咽喉部位经过手术开刀后导致他不能讲话，不得不使用上了一种能代替本人发音的设备。霍金身体的恶化导致夫妻二人感情的撕裂，潔恩在与钢琴师強納森相处过程中逐渐恋爱，而霍金与陪伴帮助自己语言表达的私人女看护伊蓮产生了感情。最后两人在90年代和平地分手，并各自组建了新的家庭。

## 角色
- 艾迪·瑞德曼 - 史蒂芬·霍金[9]
- 費莉絲蒂·瓊斯 - 珍·懷爾德·霍金（Jane Wilde Hawking）[9]
- 查理·考克斯 - 強納森·瓊斯（Jonathan Jones），珍的第二任丈夫[9]
- 瑪克辛·皮克（英语：Maxine Peake） - 伊蓮·梅森（Elaine Mason），史蒂芬的第二任妻子[9]
- 艾蜜莉·華森 - 貝莉兒·懷爾德（Beryl Wilde），珍的母亲[9]
- Guy Oliver-Watts - 喬治·懷爾德（George Wilde），珍的父亲
- 賽門·麥克伯尼 - 法蘭克·霍金（Frank Hawking），史蒂芬的父亲[9]
- 艾比吉兒·克蘿坦頓（英语：Abigail Cruttenden） - 伊索貝爾·霍金（Isobel Hawking），史蒂芬的母亲
- 夏綠蒂·霍普（英语：Charlotte Hope） - 菲莉帕·霍金（Phillipa Hawking），史蒂芬的妹妹[9]
- 露西·坎贝尔（Lucy Chappell）- 瑪麗·霍金（Mary Hawking），史蒂芬的妹妹
- 大卫·休里斯 - 丹尼斯·威廉·夏瑪（英语：Dennis W. Sciama），英國物理學家，史蒂芬的指導老師 [9]
- 安佐·席倫提（英语：Enzo Cilenti） - 基普·索恩，美國理論物理學家，史蒂芬的同事 [9]
- Georg Nikoloff - 伊萨克·马尔科维奇·哈拉特尼科夫，俄國物理學家
- 艾丽丝·奥尔尤因（英语：Alice Orr-Ewing） - 黛安娜·金（Diana King），巴西爾·金（Basil King）的姐妹, 史蒂芬的朋友
- 史蒂芬·霍金 - 提供计算机化的声音
- 哈瑞·洛伊德 - 布萊恩（Brian），霍金的室友
- 克里斯汀·麥凱（英语：Christian McKay） - 羅傑·潘洛斯，英國數學物理學家
- 弗兰克·勒伯夫 - 瑞士籍醫生
- 麥可·馬可斯（英语：Michael Marcus (actor)） - 艾利斯（Ellis），史蒂芬的朋友

## 制作

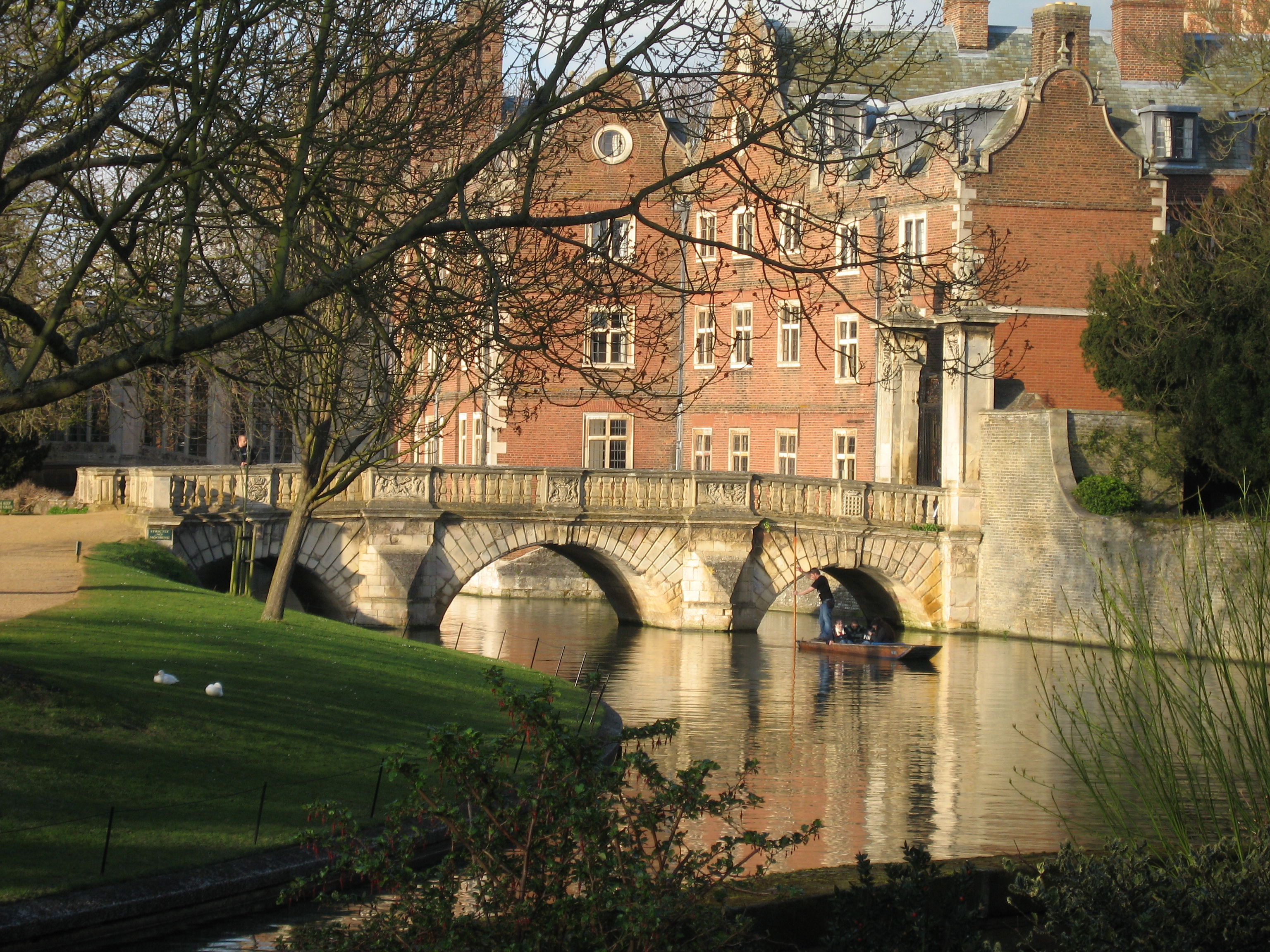
剑桥大学圣约翰学院是取景地之一

2013年10月8日开拍，取景地包括英国剑桥、圣约翰学院和其他地方。

## 评价
烂番茄新鲜度80%，Metacritic上47家媒体综评72分，导演手法、剧本、两位主演的演出、摄影和配乐等方面都获得普遍好评。《卫报》的Catherine Shoard称赞艾迪·瑞德曼的精彩演绎可以与《我的左脚》中的丹尼爾·戴-路易斯相媲美。

## 奖项
- 好莱坞电影奖：突破男演员（Eddie Redmayne）
- 棕榈泉国际电影节：Desert Palm Achievement Award（Eddie Redmayne）

第87届奥斯卡金像奖
- 最佳影片提名
- 最佳改编剧本提名：Anthony McCarten
- 最佳男主角：Eddie Redmayne
- 最佳女主角提名：Felicity Jones
- 最佳配乐提名：Jóhann Jóhannsson

第72届金球奖
- 最佳剧情片男主角：Eddie Redmayne
- 最佳原创配乐：Jóhann Jóhannsson
- 最佳剧情片提名
- 最佳剧情片女主角提名：Felicity Jones

第68届英国电影学院奖
- 最佳影片提名
- 最佳英国电影
- 最佳导演提名
- 最佳改编剧本：Anthony McCarten
- 最佳男主角
- 最佳女主角提名
- 最佳原创音乐提名
- 最佳剪辑提名：Jinx Godfrey
- 最佳服装设计提名：Steven Noble
- 最佳化妆与发型：Jan Sewell

## 参閱
- 萬有理論